# Jules Maaten
Jules Maaten (n. 17 aprilie 1961, Amstelveen, Olanda de Nord, Țările de Jos) este un om politic neerlandez, membru al Parlamentului European în perioada 1999-2004 din partea Țărilor de Jos.
1. ↑  Deputații în Parlamentul European